# Recklinghausen
Recklinghausen é uma cidade da Alemanha, localizado no distrito de  Recklinghausen, estado da Renânia do Norte-Vestfália. É a única grande cidade e o centro do distrito de Recklinghausen. 